# 碛口镇
碛口镇，是中华人民共和国山西省吕梁市临县下辖的一个镇。

## 行政区划
碛口镇下辖以下地区：
碛口社区、高家坪村、高家山村、樊家沟村、尧昌里村、香草港村、冯家会村、候台村、西湾村、寨则坪村、西头村、寨上村、张家港村、冯家塔村、马杓峁村、马家岭村、垣上村、白家墕村、向阳村、白家山村、下塔村、前后山村、马家山村、墕头村、前墕村、霍家沟村、陈家山村、陈家圪垛村、马家塔村、高家塔村、陈家垣村、李家山村、马家庄村、马家洼村、寨则山村、马家圪垛村、索达干村、上咀头村、中兴社村、人杰墕村和黑水沟村。

## 中国传统村落
李家山村、西湾村获评“中国传统村落”。